# Misecznica murowa
Misecznica murowa, rozetnik murowy (Lecanora muralis (Schreb.) Rabenh.) – gatunek grzybów z rodziny misecznicowatych (Lecanoraceae), ze względu na symbiozę z glonami zaliczany do porostów. 

## Systematyka i nazewnictwo
Pozycja w klasyfikacji według Index Fungorum: Lecanoraceae, Lecanorales, Lecanoromycetidae, Lecanoromycetes, Pezizomycotina, Ascomycota, Fungi.
Po raz pierwszy gatunek ten został zdiagnozowany w 1771 r. przez J. Ch. D. Schrebera jako Lichen muralis (porost murowy), do rodzaju Lecanora (misecznica) przeniósł go w 1845 r. Gottlob Ludwig Rabenhorst i nazwa ta jest uznana przez Index Fungorum.
Synonimów nazwy naukowej jest ponad 80. Niektóre z nich:

- Lichen muralis Schreb. 1771
- Lichen saxicola Pollich 1777
- Lecanora saxicola (Pollich) Ach. 1810
- Lobaria muralis (Schreb.) Hoffm. 1796
- Lobaria saxicola (Pollich) Hoffm. 1796
- Lobaria versicolor (Pers.) Hoffm. 1796
- Parmelia muralis (Schreb.) Schaer. 1840
- Protoparmeliopsis muralis (Rabenh.) M. Choisy 1932
- Protoparmeliopsis muralis (Schreb.) M. Choisy 1929

W Polsce opisywany był pod dwoma nazwami gatunkowymi. Spójna z nazwą naukową jest nazwa misecznica murowa.

## Charakterystyka
Plecha
Rozetkowata lub nieregularna z glonami protokokkoidalnymi. Osiąga średnicę do 10 cm, jest aerolkowata, skorupiasta lub łuseczkowata. Złożona jest z pojedynczych lub kilkukrotnie podzielonych odcinków o długości 2–4 mm, szczególnie dobrze widocznych na obwodzie rozetki. Plecha ma grubość do 2 mm, a jej promieniście ułożone odcinki są wklęsłe, wypukłe lub pofałdowane. Brzegi odcinków – płaskie lub wzniesione, płasko ścięte lub ząbkowane i pogrubione, zwłaszcza na końcach. Powierzchnia górna ma barwę od szaro-żółto-zielonej do jasnozielonkawo-żółtej lub szarożółtej, jest jednolita lub spękana, nieco błyszcząca lub woskowata. Czasami cała jest oprószona, częściej jednak ma oprószone tylko brzegi. Powierzchnia dolna ma barwę od białawej przez żółtawą do brązowej, czasami na niektórych odcinkach jest niebiesko-zielona do czarnej.
Reakcje barwne
Plecha C + pomarańczowa, K −, Pd −.
Budowa mikroskopowa
Kora górna plechy ma grubość 50–75 μm i składa się z żółtawych granulek. Brak w niej martwych glonów. Strzępki grzyba mają grubość ok. 2 μm. Rdzeń jest jednolity, dość luźny, warstwa glonów jest podzielona. Słabo rozwinięta kora dolna występuje tylko na brzegach odcinków i w miejscach przyczepienia plechy do podłoża.
Rozmnażanie
Zazwyczaj występują liczne apotecja lekanorowe, skupione w środkowej części rozetki. Mają średnicę 0,5–2 mm. Na jednej areolce występuje od jednego do kilku apotecjów. Ich tarczki są początkowo płaskie lub lekko tylko wypukłe i mają barwę od jasnożółtej przez pomarańczową do ciemnobrunatnej, czasami są szarozielone. Zarodników powstaje po 8 w worku. Są jednokomórkowe, elipsoidalne, bezbarwne, cienkościenne, o rozmiarach 8–16 × 5–6 μm. Pyknidy są rozproszone, zagłębione i niepozorne. Występują rzadko.

## Występowanie i siedlisko
Gatunek szeroko rozprzestrzeniony; występuje na wszystkich kontynentach oprócz Antarktydy. W Polsce pospolity na terenie całego kraju.
Rośnie na różnego rodzaju skałach i na betonie, rzadko tylko na drewnie.

## Metabolity
Wytwarza kilka kwasów porostowych. W korze występuje kwas usninowy, czasami kwas isousninowy, w rdzeniu niemal zawsze zeorin, leucotylina i inne triterpeny oraz kwasy tłuszczowe. Czasami towarzyszą im różne depsidy, depsidony i inne substancje.

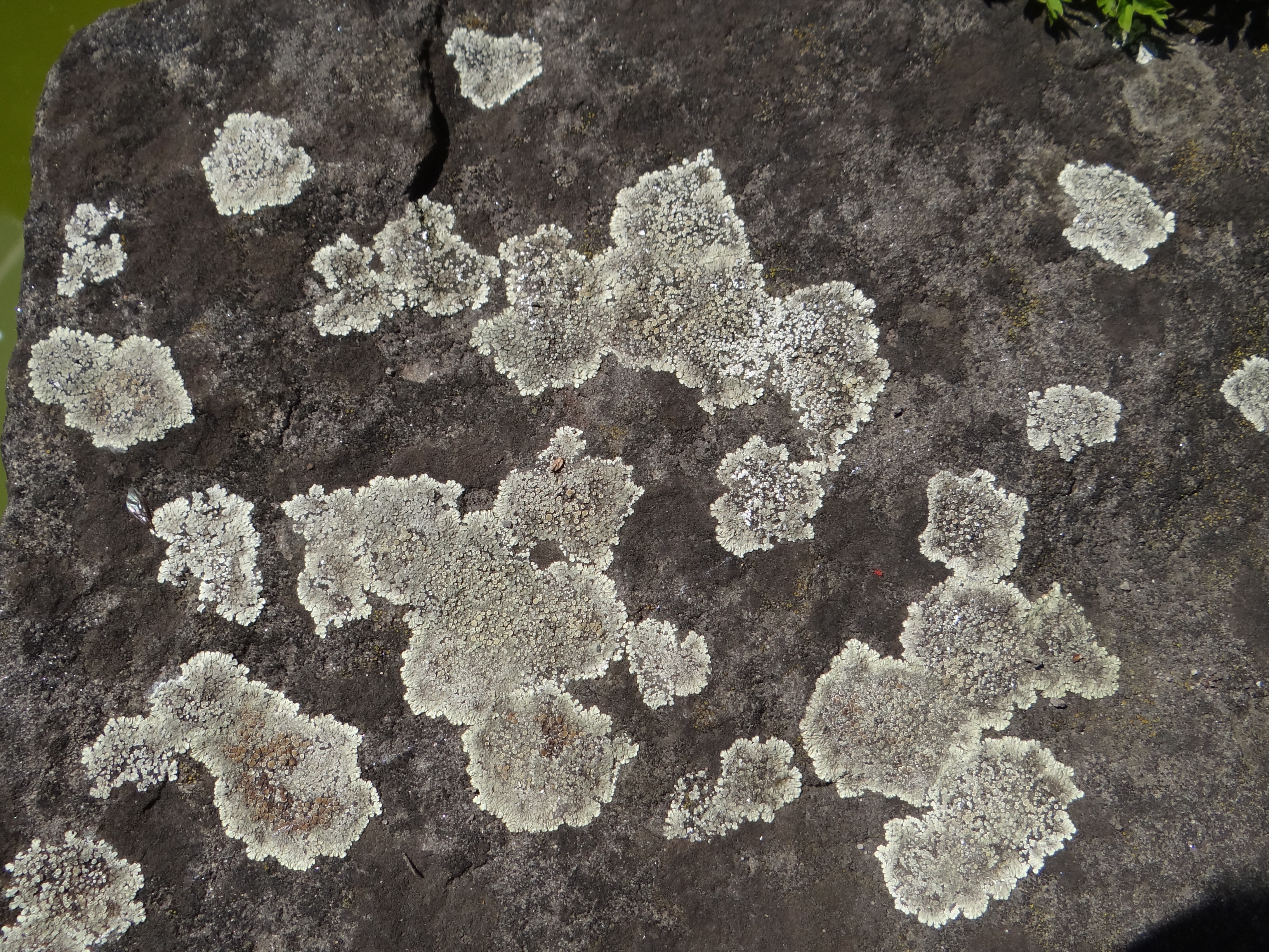
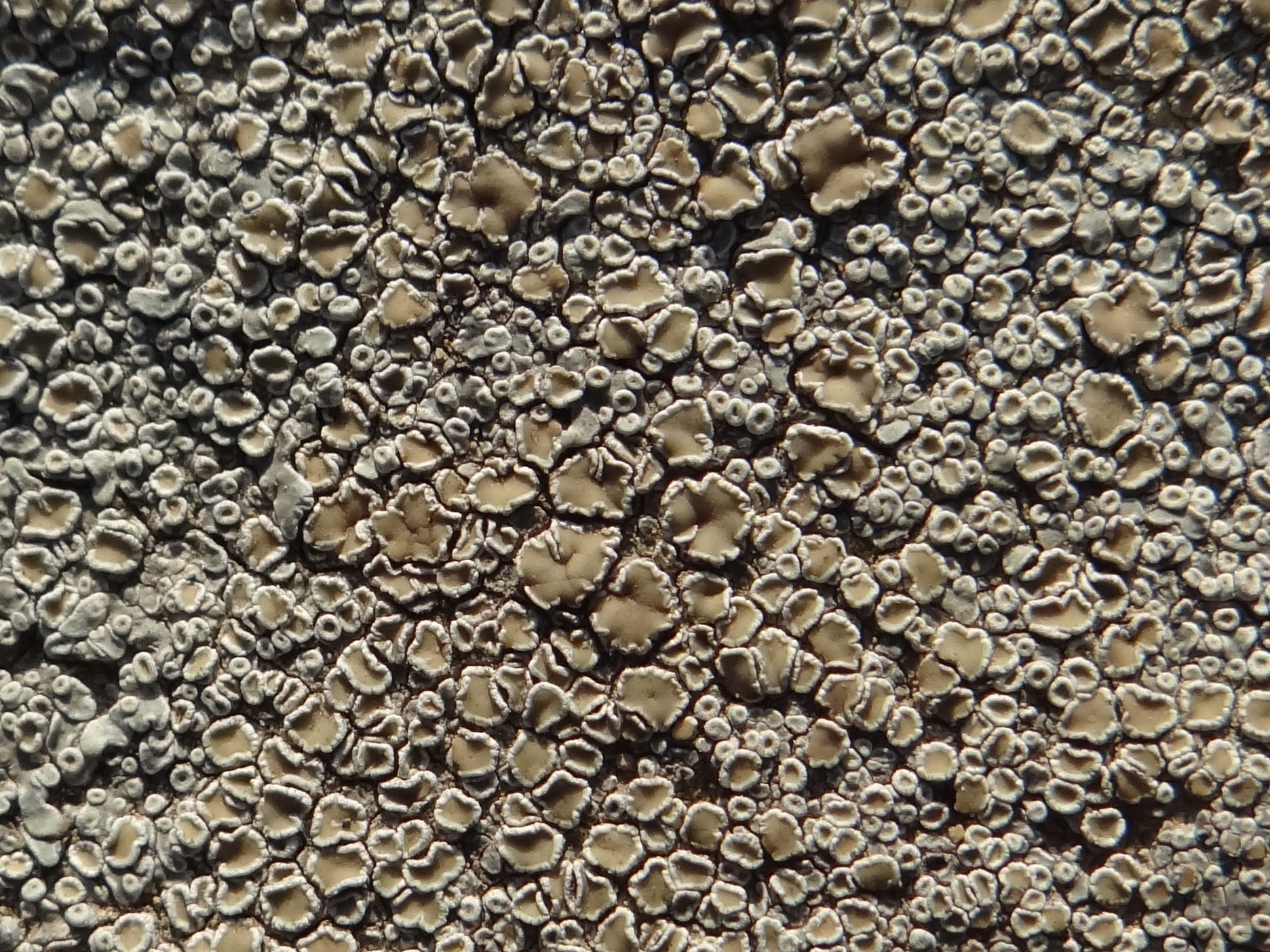
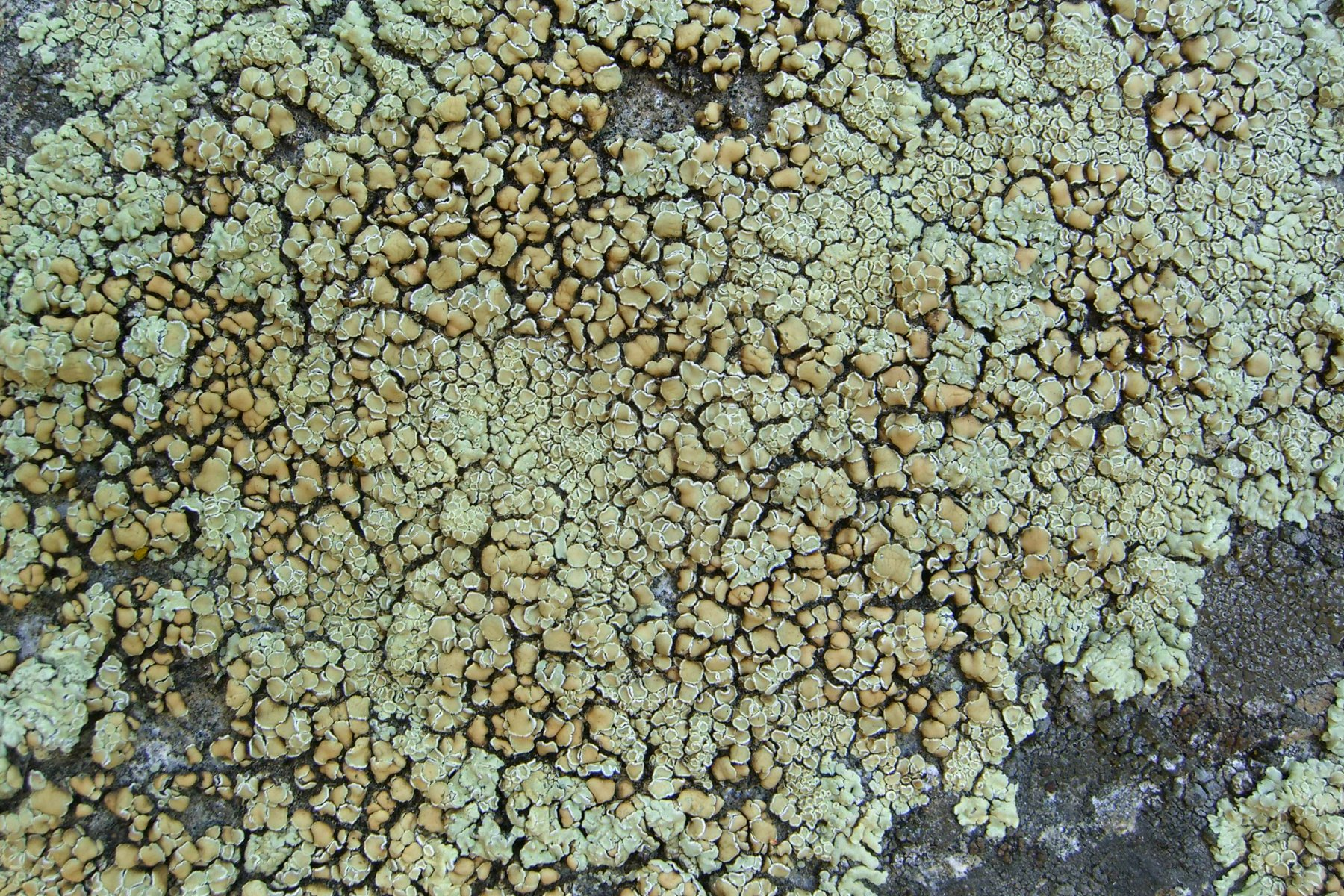
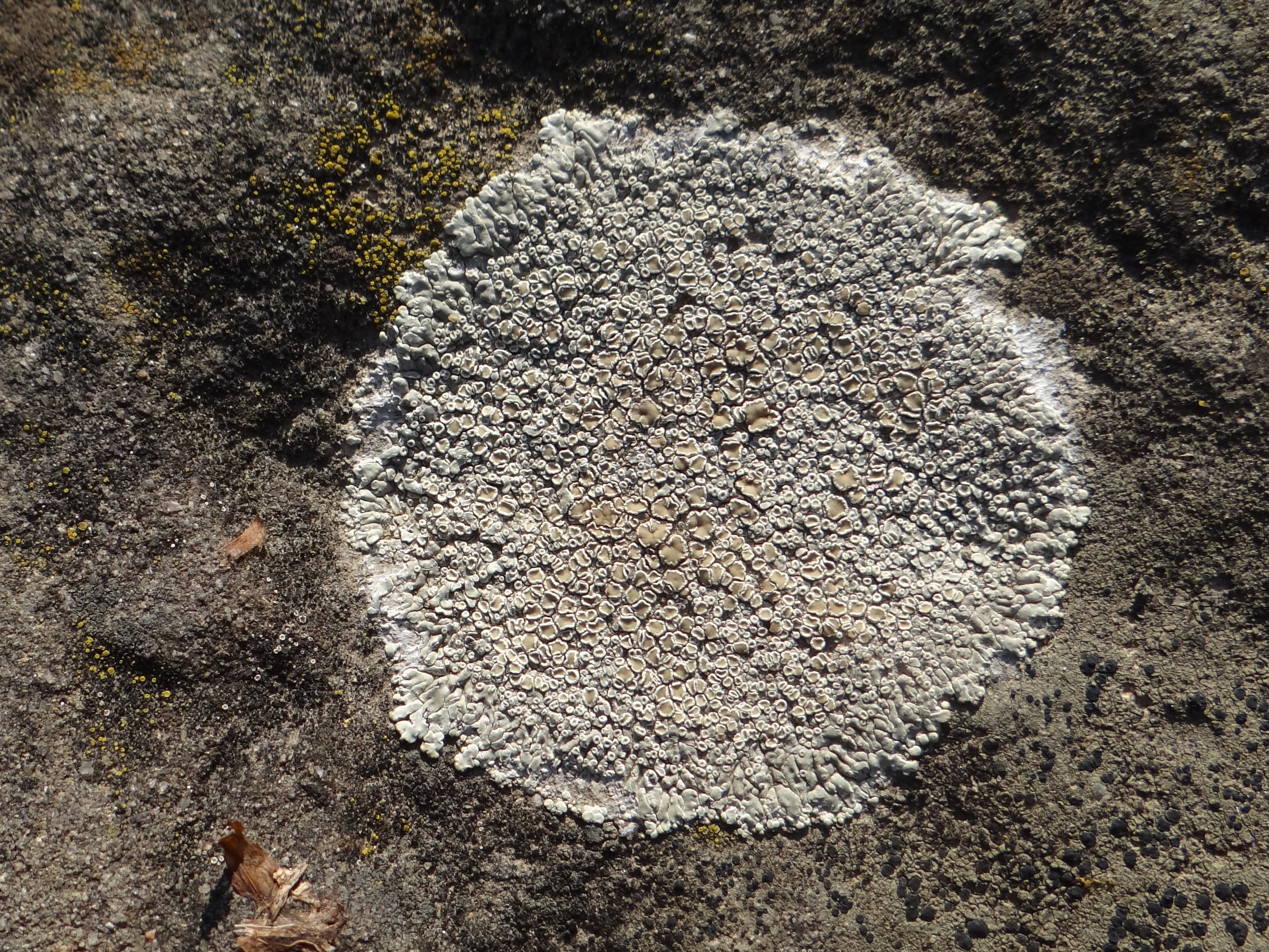